# パウリ反応
パウリ反応（パウリはんのう、ポーリー反応、英: Pauly reaction）は、タンパク質中のチロシンおよびヒスチジンを検出するために用いられる反応である。  ドイツの化学者 ヘルマン・パウリ（Hermann Pauly）によって初めて報告された。

## 概要
本反応では、チロシンもしくはヒスチジンを含有するタンパク質に対してアルカリ性条件下でジアゾ化されたスルファニル酸を作用させると、 ジアゾカップリング反応により赤色を呈する。 対照染色として、硫酸亜鉛水溶液によって前処理した試料に対してパウリ反応を行うことがある。この前処理によりヒスチジンは非特異的な黄色を示すようになる一方で、チロシンやウロカニン酸は前処理の影響を受けない。

## 引用文献
1. ↑  Pauly, H (1904), “Über die Konstitution des Histidins. I. Mitteilung”, Z. Physiol. Chem. 42 (5–6):  508–518, doi:10.1515/bchm2.1904.42.5-6.508
2. ↑  Debajyoti Das (1980). Biochemistry. Academic Publishers. p. 56. ISBN 978-93-80599-17-5
3. ↑  John Henry Gaddum (1986). Vasodilator Substances of the Tissues. CUP Archive. p. 41. ISBN 978-0-521-30860-1
4. ↑  P. M. Swamy (2008). Laboratory Manual on Biotechnology. Rastogi Publications. p. 90. ISBN 978-81-7133-918-1
5. ↑  Joe Regenstein (28 August 1984). Food Protein Chemistry: An Introduction for Food Scientists. Elsevier. p. 35. ISBN 978-0-323-15386-7
6. ↑  Reaven, E. P.; Cox, A. J. (1965-12). “Histidine and keratinization”. The Journal of Investigative Dermatology 45 (6):  422–431. ISSN 0022-202X. PMID 5846997.